# Miroslav Bajgar
Miroslav Bajgar (* 3. února 1958, Bílovec, Československo) je bývalý československý házenkář.
S týmem Československa hrál na letních olympijských hrách v Soulu v roce 1988, kde tým skončil na 6. místě. Nastoupil v 6 utkáních a dal 13 gólů. Hrál za KH Kopřivnice.